# Łucja Yakichi
Łucja Yakichi (zm. 2 października 1622 r. w Nagasaki) – japońska męczennica i błogosławiona Kościoła katolickiego.

## Życiorys
Była żoną Ludwika Yakichi i matką Andrzeja oraz Franciszka. Podczas prześladowań chrześcijan została stracona przez ścięcie wraz z mężem i dwoma synami. Beatyfikował ją Pius IX w grupie 205 męczenników japońskich 7 lipca 1867 r.